# グスタフ・ラニス
グスタフ・ラニス（Gustav Ranis、1929年10月24日 - 2013年10月15日）は、アメリカの著名な開発経済学者であり、イェール大学国際経済学フランク・アルトシュール名誉教授。

## 経歴
ラニスは、1952年にブランダイス大学の最初の卒業生の一人として学士号を取得した。1958年から1961年までパキスタン開発経済研究所所長、1965年から1967年までアメリカ合衆国国際開発庁（USAID）プログラム・政策担当次官補、1967年から1975年までイェール大学経済成長センター所長、1995年から2003年までイェール大学国際地域研究センター所長、2004年から2006年までカーネギー財団スカラーを務めた。2009年に来日し、神戸大学で開催されたシンポジウムに参加している。

## 学術的業績
ラニスは、ジョン・C・H・フェイと共著した1964年の著書『労働余剰経済の発展：理論と政策』でアーサー・ルイスの二重経済モデルを拡張したフェイ＝ラニス・モデルを提案し、開発経済学分野に新たな議論を呼び起こした。20冊以上の著書、300本以上の理論および政策志向の開発経済学に関する論文を発表している。

## 私生活
ラニスは、55年間連れ添った妻レイチェル・ラニス（Ray Lee Ranis）、子供のマイケル、ジョナサン、ベッティーナ・アルトシュラー、孫のベンジャミン、ダニエル・アルトシュラー、ハンナ、サーシャ・ラニスを遺している。

## 主な著作

### 著書
- Gustav Ranis, Frances Stewart, Edna Angeles-Reves 『Linkages in Developing Economies: A Philippine Study』（1990年、ICS Press）ISBN 9781558150492
- Gustav Ranis, Sheng-Cheng Hu, Yun-Peng Chu 『The Political Economy of Taiwan's Development into the 21st Century』（1999年、Edward Elgar）ISBN 9781858988795
- Gustav Ranis, Gary R. Saxonhouse, T. N. Srinivasan 編著 (1999). 『Development, Duality, and the International Economic Regime: Essays in Honor of Gustav Ranis』University of Michigan Press, ISBN 0-472-10982-0

### 論文
- Gustav Ranis, Frances Stewart, Alejandro Ramirez. "Economic Growth and Human Development." *World Development*, 28(2):197–219 (2000年2月). PDF